# Пшикори (Вишковський повіт)
Пшикори (пол. Przykory) — село в Польщі, у гміні Забродзе Вишковського повіту Мазовецького воєводства.
Населення — 193 особи (2011).
У 1975-1998 роках село належало до Остроленцького воєводства.

## Демографія
Демографічна структура станом на 31 березня 2011 року:
|          | Загалом | Допрацездатний вік | Працездатний вік | Постпрацездатний вік |
| -------- | ------- | ------------------ | ---------------- | -------------------- |
| Чоловіки | 96      | 17                 | 72               | 7                    |
| Жінки    | 97      | 30                 | 54               | 13                   |
| Разом    | 193     | 47                 | 126              | 20                   |